# Liste der chinesischen Botschafter in Osttimor

Die Volksrepublik China und Osttimor

Diese Liste führt die chinesischen Botschafter in Osttimor auf. Die chinesische Botschaft in Dili wurde 2002 eröffnet. Sie befindet sich an der Avernida de Portugal in Kampung Alor.

## Hintergrund

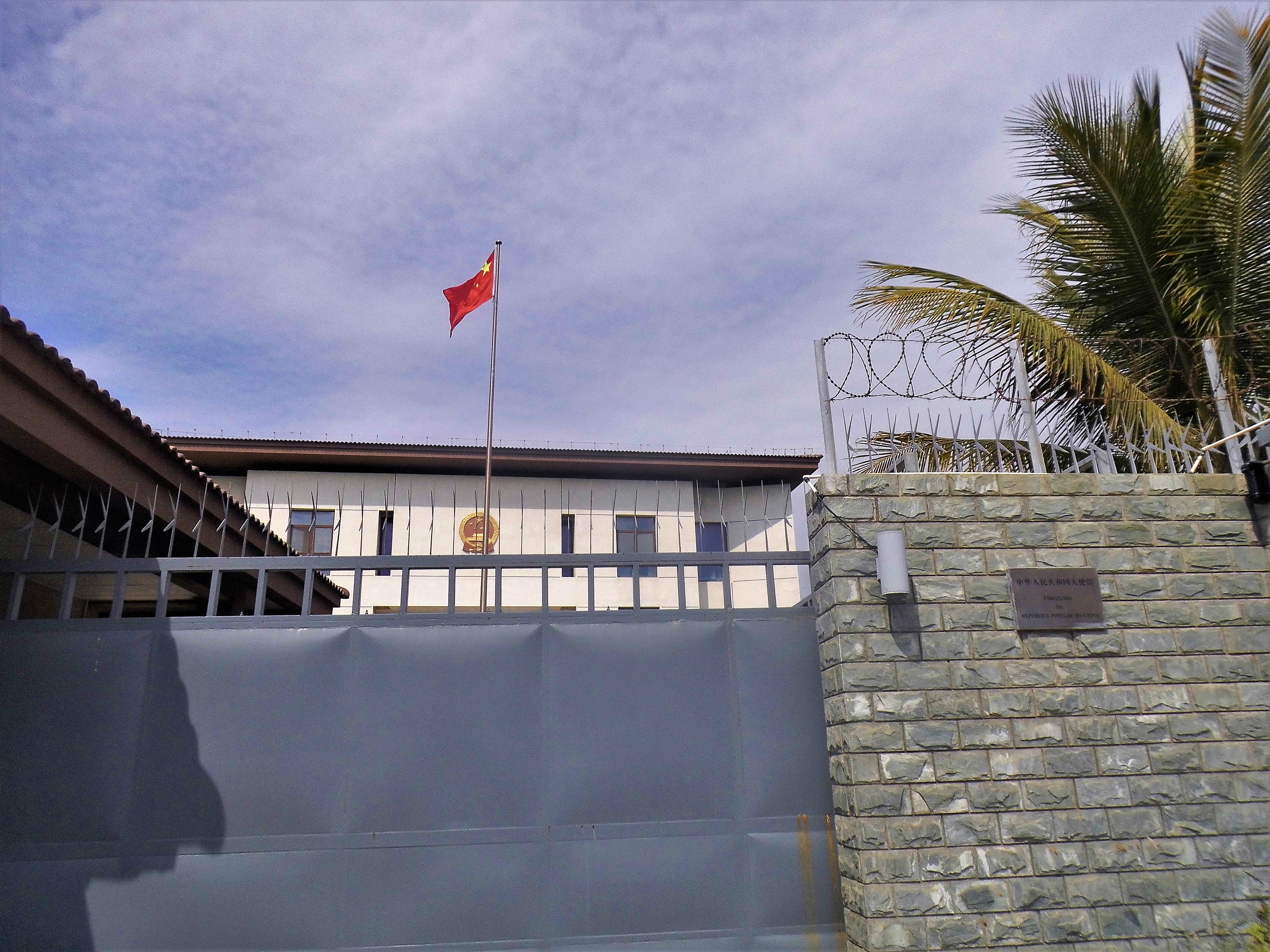
Die chinesische Botschaft in Dili

Die Volksrepublik China war einer von zwölf Staaten, die bereits die am 28. November 1975 ausgerufene Demokratische Republik Osttimor anerkannte. China unterstützte Osttimor auch gegen die indonesische Besetzung, die nur neun Tage nach der Ausrufung der Unabhängigkeit folgte. Nachdem Osttimor am 20. Mai 2002 seine Unabhängigkeit wieder erlangte, war die Volksrepublik der erste Staat, die das neue Land anerkannte. Osttimor hat eine einheimische chinesische Minderheit. Außerdem arbeiten einige Tausend Bürger der Volksrepublik in Osttimor. Die Osttimoresen in China sind hauptsächlich Studenten.

## Liste

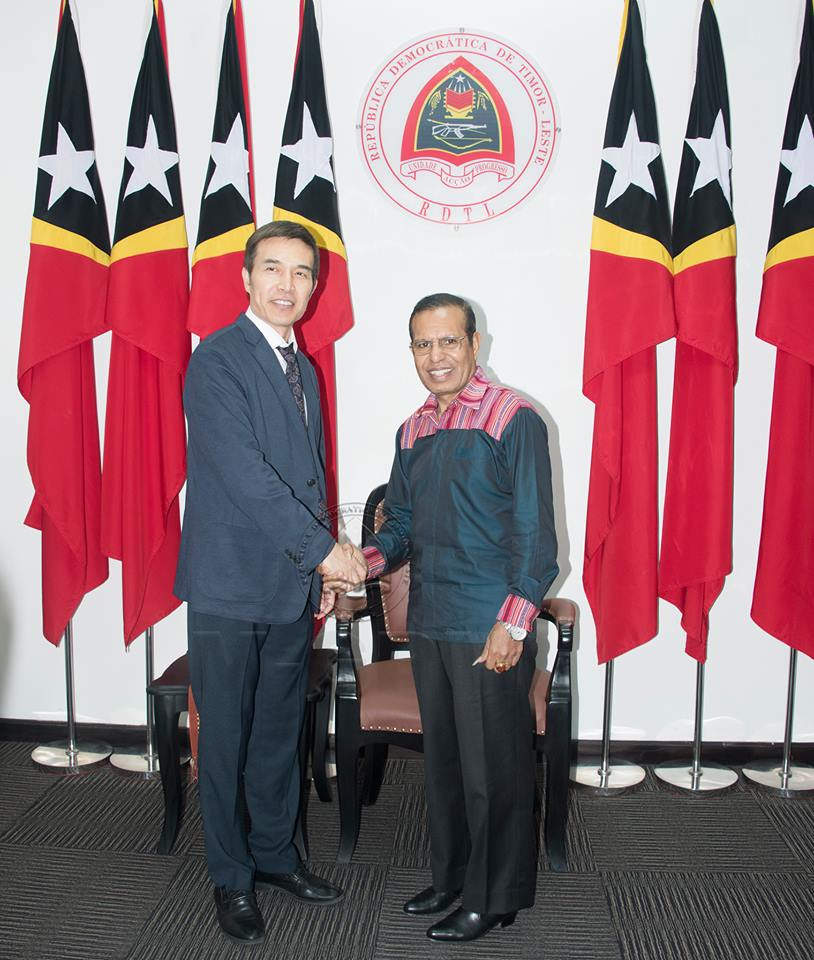
Xiao Jianguo und Osttimors Präsident Taur Matan Ruak (2018)

| Name                | Amtszeit              | Anmerkungen                                                     |
| Volksrepublik China | Volksrepublik China   | Volksrepublik China                                             |
| ------------------- | --------------------- | --------------------------------------------------------------- |
| Shao Guanfu         | 2002–2004             | ab September 2002 Chargé d’affaires; ab August 2002 Botschafter |
| Chen Duqing         | September 2004 – 2006 |                                                                 |
| Su Jian             | März 2006 – 2009      |                                                                 |
| Fu Yuancong         | Mai 2009 – 2012       | [ 3 ]                                                           |
| Tian Guangfeng      | 2012–2015             |                                                                 |
| Liu Hongyang        | 2015–2018             |                                                                 |
| Xiao Jianguo        | 2018–2022             | Ernennung: 9. November 2018; Akkreditierung: 15. November 2018. |
| Wang Wenli          | seit 2023             | Akkreditierung: 9. Oktober 2023                                 |